# 木曜JUNK2 カンニング竹山 生はダメラジオ
木曜JUNK2 カンニング竹山 生はダメラジオ（もくようジャンクツー カンニングたけやま なまはダメラジオ）は、2006年4月6日〜2008年9月25日にかけて、毎週木曜日深夜27:00〜28:00（金曜日午前3:00〜4:00）に、TBSラジオ制作・JRN系列（一部除く）で放送されていたラジオ番組。文字通り「JUNK2」枠の木曜日として放送されていた。

## 概要
パーソナリティはカンニングの竹山隆範。また、竹山と同じ事務所に所属する（正式には預かり扱い）後輩芸人で、運転手も務めているラブカップルの中田喜之が収録に参加することがあり、トークや企画内容によっては番組にも参加する。
番組は竹山の意向により生放送で行われる。番組のコンセプトは「思いつきとゲリラ性」。その日その日の気分で思いついた事をやり、スタジオからやるとも限らない、というスタンス。コーナーらしいコーナーは無く、番組は基本的にフリートークや突発の企画（ゲストを呼んだりロケに行ったり）、リスナーからのメール等で進められる。
当初は竹山はスタジオに入れず、TBS社屋玄関など外からの中継であった。「竹山をスタジオに入れていいか」とリスナー投票で問い、放送3回目にしてスタジオから放送が叶う。その後もテレビ番組『竹山先生』のロケ先やNHK前などからのロケ放送があった。
番組開始当初の頃の放送はTENGAを取り上げたり、リスナーと電話を繋いでのエロ企画といった過激な企画で放送されていた。しかしこれらの放送はTBS上層部からお叱りを受けることが多く、後述する2007年9月21日放送分で問題が発生して以降は、竹山自身がやりたくない企画をやらなければいけなかったり、呼びたくないゲストを招く必要も出てきたとのこと。このことから竹山自身が「このまま続けていいのか」と疑問を抱くようになり、その最中「JUNK2」枠終了に伴い生放送が行えないこととなったため、区切りをつけるということで番組終了となった。
番組内でブルーテープ（アダルトな内容のカセットテープ）を作る企画が行われていたが頓挫した。
TBSラジオなど一部の地域で、前時間帯に放送されている『木曜JUNK アンタッチャブルのシカゴマンゴ』では、番組終盤に収録スタジオ同士を繋いで、出演者のアンタッチャブルと竹山とで掛け合いが行われていた。
レギュラー放送終了から11年半後の2020年3月9日（8日深夜）1:00 - 3:00に一夜限りの復活特番として放送。

## 歴史
2006年4月6日
番組放送開始。竹山が文化放送で『レコメン!』に出演していることから、当時四谷に存在していた文化放送から新天地の赤坂のTBSまで歩く企画を放送。
2006年6月8日
ゲストにものまねタレントの加藤めぐみを招いて、リスナーと電話を繋ぎ小倉優子等の加藤扮する有名人とテレフォンSEXを行うという企画を放送。また、同年8月24日にはSMプレイを行う企画を放送。しかしこれらの企画は放送後しばらく経ってからお叱りを受けることとなり、番組打ち切りの危機に陥ったとのこと。。
2006年10月5日
TBSラジオの番組でありながら、「レコメン!をやります」と事前に告知。竹山が水曜日に出演している文化放送の番組「レコメン!」のコーナー「竹山校長の童貞川柳」を行った。「レコメン!」のジングルが流され、パーソナリティのK太郎もゲストとして出演した。（「レコメン!」の24時台はこの番組のネット局の大半がネットしているが、竹山の出演コーナーは文化放送ローカルパートで放送している。またパーソナリティのK太郎は文化放送のアナウンサーでありながらTBSラジオに出演した。）
2006年12月21日
相方中島忠幸死去後初の放送。中島との思い出や闘病生活について語り、島田紳助から励まされたことも明かした。また、番組中に寄せられた森三中の黒沢宗子やくりぃむしちゅーの有田哲平からのメールを紹介。
2007年2月22日
元相方のケン坊田中と博多の屋台から中継。
2007年3月29日
かねてから同棲中の彼女と入籍したことを発表。
2007年4月5日
裏番組で城咲仁と猫ひろしがパーソナリィ−を務めた『WANTED!木曜日城咲仁&猫ひろし』（TOKYO FM）と、過去2度電話でつないでクロストークしたこともあり、『WANTED!』最終回にちなんで、城咲と猫がパーソナリティで竹山がゲストの形式をとり、ジングルも『WANTED!』の物を使用して放送された。
2007年8月16日
「当時同じ事務所だった早見優に届いた贈り物を盗んだ」・「森田健作の橋本龍太郎元首相のサインが書かれた竹刀を盗んだ」といった発言が、窃盗ではないかと2ちゃんねるで問題視された。9月28日に別件で謝罪放送を行った回では、リスナーからの投稿でこの話題にも触れ「このことでも抗議が殺到した」・「大部分はネタである」と説明している。
2007年9月6日
竹山は名古屋でのテレビ番組（メ～テレ）収録後に新幹線で東京に移動し、TBSラジオから本番組を生放送するスケジュールであったが、台風の首都圏通過により新幹線が不通となり移動不可能となったため、名古屋市内のホテルに宿泊しCBCラジオのスタジオから生放送することとなった。ラブカップル中田もテレビ出演は無かったが、サンミュージックの若手担当マネージャー不足により同行していたため出演した。
2007年9月20日
フリートークで酒の席でラブカップル中田に行ってきた行為(竹山の小便を中田に飲ます等)を話題に上げたが、後輩いじめとも受け止められる下ネタの過激な内容であったため、放送中から「気持ち悪い」といった抗議が殺到することとなった。竹山曰く「TBS上層部から尋常じゃないぐらい怒られた」とのことで、更には番組をネットする全ての地方ラジオ局からも「竹山を降板させろ」という苦情が寄せられ、即番組打ち切りの危機に陥った。
この回以降、過激な企画は自粛されることとなり、竹山曰く1年後の「番組終了のキッカケとなった」とのこと。
2007年9月27日前週の放送を踏まえ、恒例の『アンタッチャブルのシカゴマンゴ』内でのクロストークは自粛し、オープニングから数分に渡って竹山自身の言葉で謝罪放送を行った。謝罪後は初心に帰るためリスナーからの提言を募集したり質問に答える放送となった。
2008年4月10日
リスナーからの「ブログをしないのか」という質問に、「あったことはラジオで話す」・「自分の食事の内容を書いてもつまらない」・「更新が滞る」という理由で、今のところはその考えが無いことを明かした。その放送中で、リスナーから「片岡鶴太郎や志村けんのブログには食事にいっただけの内容がある」との指摘を受けた。放送後、放送を聞いたリスナーが志村のブログに「竹山が志村のブログがつまらないと言った」と書き込んだことから騒動に発展し、「Yahoo!ニュース」に取り上げられるなどした。翌週の17日放送分で竹山は、騒動になっていることに気づかず、志村と食事に行っている上島竜兵から電話を受け、上記の経緯で笑いにしたことを説明。その後ネットで騒動を確認した竹山は上島に電話をかけ、志村の元に謝罪に訪れたことを明かした。
2008年9月18日
番組内で、この番組についてのリスナーの質問に答える形式で、「ブルーテープ企画が頓挫したのは、プロデューサーとディレクターが揉めたから」・「今まで何回も局の偉い人からこっ酷く怒られ、打ち切りの危機があったが、そのたびに池田プロデューサーが間に入って謝罪してくれた」・「ここ半年間、竹山とあまり関係ないようなゲストが登場したのは、いろいろな大人の事情があった」と、番組の内幕を語った。
2008年9月25日
番組最終回。本番組が終了する赤坂のTBSから『レコメン!』を放送している浜松町の文化放送まで歩いて帰る、という第1回放送とは逆パターンの企画を放送。ポッドキャストではラジオ放送直前に収録した、TBSから出発しラジオ開始まで歩く様子が配信された。
2011年2月23日
『水曜JUNK 山里亮太の不毛な議論』の「番組終了か!? "不毛な議論"オーディションスペシャル!!」で一夜だけ復活して登場。第4スタジオから第3スタジオまで歩くという趣向で行われた。

## ポッドキャスト
放送終了後に10分程度収録が行われたものを配信。本編同様コーナーは特に設けられず、以下の内容を元に竹山がフリートークを行う。
放送当時は過去配信分もダウンロード可能であった。ただし、加藤めぐみがゲストとして出演した回は放送内容が後々に問題視され削除された。
- 本編を振り返るフリートーク
- ゲストが出演した回は引き続き出演トーク。
- 飛行機の話（竹山は大の飛行機好きである。）
- ブルーテープの話
- しばしば番組内で紹介しきれなかったメールが読まれることもあった。

## テーマ曲
- オープニングテーマ
  - Steele Beautttah／African Stomp

## 主なゲスト
- 加藤めぐみ
- 及川奈央
- 城咲仁
- 猫ひろし
- 次長課長
- ぶっちゃあ
- 青木さやか
- 前田健
- 長井秀和
- 小島よしお
- かすみ果穂
- ケン坊田中
- 博多華丸・大吉
- ダイアモンド☆ユカイ（RED WARRIORS）※学生時代からのファン。
- 有吉弘行
- ピストン西沢
- 竹山軍団
  - ひぐち君（髭男爵）
  - 藤井宏和（飛石連休）
  - 久保孝真（三拍子）
  - 鍛治輝光（元さくらんぼブービー）

## スタッフ
- プロデューサー：池田卓生
- ディレクター：戸波英剛（番組開始当時）
- 放送作家：岩本哲也
- AD：砂川
- 技術協力：テレコム・サウンズ